# Au Sable Forks
Au Sable Forks ist ein Census-designated place (CDP) im Clinton County, New York in den USA. Im Jahr 2020 hatte die Ortschaft 509 Einwohner.

## Geographie
Nach den Angaben des United States Census Bureaus hat der CDP eine Gesamtfläche von 6,5 km², wovon 6,5 km² auf Land und 0,0 km² (= 0,40 %) auf Gewässer entfallen. Bei Au Sable Forks fließen östlicher und westlicher Arm des Ausable River zusammen, der dann seinen Weg zum Lake Champlain fortsetzt.
U.S. Highway 9N führt in Ost-West-Richtung durch die Ortschaft.

## Demographie
Zum Zeitpunkt des United States Census 2000 bewohnten Au Sable Fork 670 Personen. Die Bevölkerungsdichte betrug 103,5 Personen pro km². Es gab 294 Wohneinheiten, durchschnittlich 45,4 pro km². Die Bevölkerung Au Sable Forks bestand zu 98,51 % aus Weißen, 0,30 % Schwarzen oder African American, 0,15 % Native American, 0 % Asian, 0 % Pacific Islander, 0 % gaben an, anderen Rassen anzugehören und 1,04 % nannten zwei oder mehr Rassen. 0,15 % der Bevölkerung erklärten, Hispanos oder Latinos jeglicher Rasse zu sein.
Die Bewohner Au Sable Forks verteilten sich auf 265 Haushalte, von denen in 33,6 % Kinder unter 18 Jahren lebten. 53,2 % der Haushalte stellten Verheiratete, 10,6 % hatten einen weiblichen Haushaltsvorstand ohne Ehemann und 33,6 % bildeten keine Familien. 29,8 % der Haushalte bestanden aus Einzelpersonen und in 17,4 % aller Haushalte lebte jemand im Alter von 65 Jahren oder mehr alleine. Die durchschnittliche Haushaltsgröße betrug 2,53 und die durchschnittliche Familiengröße 3,16 Personen.
Die Bevölkerung verteilte sich auf 27,6 % Minderjährige, 6,7 % 18–24-Jährige, 29,1 % 25–44-Jährige, 20,7 % 45–64-Jährige und 15,8 % im Alter von 65 Jahren oder mehr. Der Median des Alters betrug 36 Jahre. Auf jeweils 100 Frauen entfielen 98,8 Männer. Bei den über 18-Jährigen entfielen auf 100 Frauen 98,0 Männer.
Das mittlere Haushaltseinkommen in Au Sable Fork betrug 32.578 US-Dollar und das mittlere Familieneinkommen erreichte die Höhe von 37.500 US-Dollar. Das Durchschnittseinkommen der Männer betrug 30.859 US-Dollar, gegenüber 21.667 US-Dollar bei den Frauen. Das Pro-Kopf-Einkommen belief sich auf 14.816 US-Dollar. 13,5 % der Bevölkerung und 10,6 % der Familien hatten ein Einkommen unterhalb der Armutsgrenze, davon waren 14,6 % der Minderjährigen und 14,8 % der Altersgruppe 65 Jahre und mehr betroffen.